# Давыдова, Екатерина Алексеевна
Екатерина Алексеевна Давыдова (род. 17 сентября 1978, Москва, СССР) — российская фигуристка, чемпионка мира среди юниоров 1996 года, призёр чемпионата России (1997) в танцах на льду в паре с Романом Костомаровым. Мастер спорта России международного класса (1996).

## Биография
Екатерина Давыдова родилась 17 сентября 1978 года в Москве в семье известной фигуристки и тренера Лидии Караваевой. Начала заниматься фигурным катанием в возрасте 4 лет под руководством Ирины Страховой. В 1987 году перешла из одиночного катания в танцы на льду, где её партнёром стал Роман Костомаров. В сезоне 1993—1994 (после дебюта на мировом юниорском чемпионате) каталась с Вазгеном Азрояном, но потом вновь продолжила выступать с Романом Костомаровым. В разные годы с ними работали Лидия Караваева, Светлана Алексеева и Олег Эпштейн.
Екатерина и Роман становились чемпионами мира среди юниоров (1996), бронзовыми призёрами чемпионата России (1997), серебряными призёрами международных турниров Мемориал Карла Шефера (1997) и «Finlandia Trophy» (1997). Однако в конце 1997 года их пара распалась, и Екатерина приняла решение завершить свою спортивную карьеру. Последним выступлением была зимняя Универсиада в Южной Корее, где спортсмены не смогли закончить выступления.
В дальнейшем занималась тренерской деятельностью, в 1997—2009 годах была солисткой Театра ледовых миниатюр под руководством Игоря Бобрина.

## Образование
В 2000 году окончила Российскую государственную академию физической культуры (ныне РГУФКСМиТ).
Спортивные достижения
с Р. Костомаровым
| Соревнования/Сезон            | 1992—1993 | 1994—1995 | 1995—1996 | 1996—1997 | 1997—1998 |
| Чемпионаты России             |           |           |           | 3         |           |
| Cup of Russia                 |           |           |           | 5         |           |
| Мемориал Карла Шефера         |           |           |           |           | 2         |
| Finlandia Trophy              |           |           |           |           | 2         |
| Чемпионаты мира среди юниоров | 10        | 7         | 1         |           |           |